# 曹盅
曹盅 （1135年—1202年）, 字囦明，号牧庵，鄞县人，南宋政治人物。

## 生平
曹粹中次子。南宋绍兴四年（1134年）出生，少颖悟，十二歲能作举子业，二十歲以前已精通经史百家之言。乾道三年（1167），以父致仕恩补将仕郎、平阳主簿，四年任江陵县令，不久丁憂解職。淳熙九年循從政郎監行在贍軍激賞酒庫，淳熙十五年改宣教郎，知秀州嘉興縣，不久知福州长溪县，任内因鬻鹽之法與辛棄疾不合。慶元初年通判楚州，六年，历授福建转运司主管文字。官至朝请大夫。好讀書，聚书万卷，並親自雠校。嘉泰二年九月初一日卒於官舍，得年六十八歲。